# Ивановский, Игнатий Александрович
Игнатий Александрович Ивановский (16 декабря 1858, Германовка, Киевская губерния, Российская империя (ныне село Обуховского района Киевской области) — не ранее 1926, место смерти неизвестно) — украинский и российский юрист (государствовед и международник), профессор с 1899 года, заведующий кафедрой международного права Новороссийского университета в 1884—1896 годах. Заслуженный профессор Санкт-Петербургского университета.
Был деканом юридического факультета Санкт-Петербургского университета в 1904—1905 годах и в 1918 году.

## Биография
Происходил из мещан.

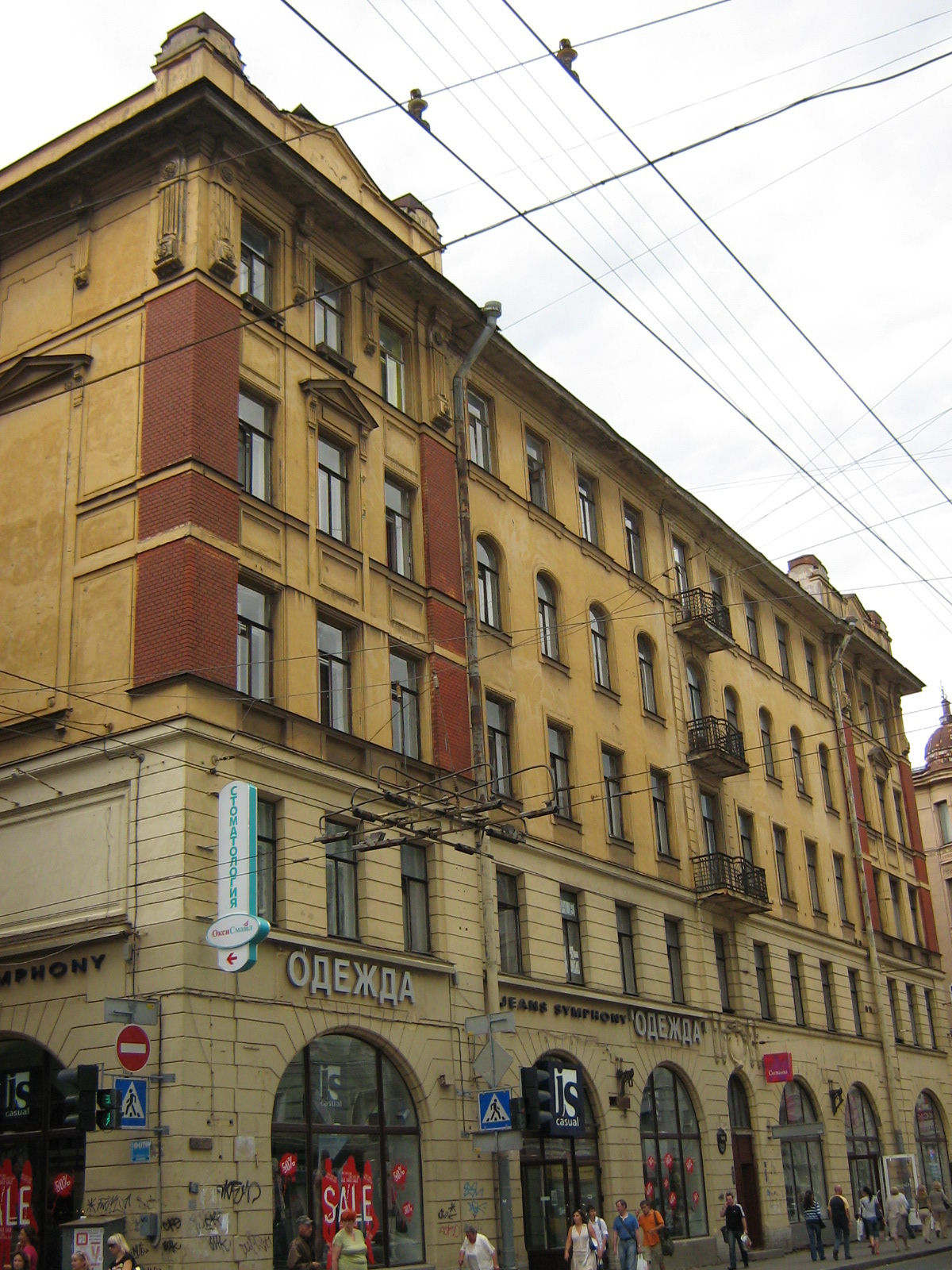
В этом доме в Санкт-Петербурге по Большому проспекту Петроградской стороны № 76/78 проф. И. А. Ивановский жил по состоянию на 1909 год

Учился во 2-й киевской гимназии. В 1877 году поступил в Киевский университет Св. Владимира, на юридический факультет, который окончил в 1881 году. Желая продолжить своё образование, поступил на историко-филологический факультет Киевского университета, но в 1882 году оставил там учёбу, чтобы подготовиться к профессорскому званию по кафедре международного права юридического факультета.
В 1884 году после защиты диссертации pro venia legendi (то есть на право преподавания в университете) Ивановский получил звание приват-доцента; в том же году он был избран Советом Новороссийского университета приват-доцентом по кафедре международного права и принял избрание.
Одновременно с преподаванием в университете преподавал политическую экономию в Одесском коммерческом училище.
После защиты магистерской диссертации «Взаимное содействие государств в производстве сведений по делам уголовным» (1889) Ивановский был избран экстраординарным профессором кафедры международного права Новороссийского университета.
В 1896 году перешёл в Санкт-Петербургский университет на кафедру государственного права. Одновременно преподавал государственное право в Императорском Александровском Лицее и в Александровской военно-юридической академии. Был членом Юридического общества при Санкт-Петербургском университете и членом Русской группы Международного союза криминалистов.
В июне 1897 года от Александровского лицея командирован в Вену для изучения опыта учебно-воспитательного процесса и условий, в которых живут воспитанники Терезианской академии, статус которой мог быть сравним со статусом лицея. Опубликованный в 1898 году отчёт командировки вызвал интерес педагогов многих лицеев России.
В 1900 году пожаловано дворянское звание.
В 1905 году участвовал в комиссии Александра Булыгина по разработке законопроекта об учреждении Государственной Думы, т. н. «Булыгинской Думы».
Заслуженный профессор Санкт-Петербургского университета (с 15 октября 1908 года).
С 1 января 1900 года — действительный статский советник; награждён орденами Св. Владимира 3 и 4 степеней, Св. Станислава 1, 2 и 3 степеней.
После ухода из Петроградского университета (1924) продолжал работать в Политехническом институте.
Согласно НЭС:

Ивановский — один из выдающихся университетских преподавателей; его лекции всегда содержательные и проникнуты научным увлечением, сильно действуют на слушателей; значительное число современных государствоведов, занимавших себя в литературе и на кафедре, прошли через его школу.
Не склонный к отвлечённым научным вопросам и избегая философских обобщений и выяснения международно-правовых идеалов, главное внимание уделял собиранию и разработке положительного материала (действующих договоров, конвенций, международно-правовых постановлений, содержащихся в гражданских и уголовных кодексах государств, и т. д.).
Умер в 1920-х годах.

## Личная жизнь
О личной жизни и семье И. А. Ивановского ничего не известно, кроме того, что он имел сына Александра, который окончил Императорский Александровский лицей в 1916 году.

## Основные труды
- Ивановский И. А., канд. законоведения. Женевская конвенция 10—22 августа 1864 г.: Положительный международный закон об участии больных и раненых воинов во время войны. — Киев: В Университетской Типографии,1884. — 190 с. (PDF)
- Ивановский И. А. Определение, основные начала, задача и значение международного права. — Одесса, 1884.
- Конспект лекций по международному праву, читанных в императорском Новороссийском университете в 1885/6 ак. г. приват-доцентом И. Ивановским: Вып. 1 — Одесса типо-лит. В. Кирхнера 1885. — 29 с.
- Ивановский И. А. О подготовке лиц, посвящающих себя консульской карьере. — Одесса: Тип. «Новый телеграф», 1886. — 56 с.
- Ивановский И. А. Взаимное содействие государств в производстве следствий по делам уголовным. — Одесса: Тип. «Одесский Вестник», 1889. — 150, II с.
- Собрание действующих договоров заключенных Россией с иностранными державами. Recueil des traites en vigueur, counclus par la Russie aves les puissances etrangeres. / Сост. И. Ивановский. — Одесса: «Экономическая» типография, 1890. (в 2-х тт.)
- Ивановский И. А., экстра-орд. проф. Женевская конвенция 10 (22) августа 1864 г. и право войны: Речь, произнесенная на акте в Императорском Новороссийском Университете 30 августа 1889 г. — Одесса: Тип. Штаба Одесского военного округа, 1891. — 108 с.
- Ивановский И. А. Разбор сочинения проф. Н. Чижова «Право и его содержание по учению Лоренца фон-Штейна»: (В 2 ч. Одесса. 1889—1890 г.) / Проф. Новорос. ун-та И. А. Ивановский. — Санкт-Петербург: тип. В. С. Балашева, 1891. — 25 с.
- Ивановский И. Конституционализм и князь Бисмарк: критический этюд // Вестник Европы: журнал истории, политики, литературы. Двадцать седьмой год. Книга 6-я. Июнь, 1892. — С. 613—653.
- Ивановский И. А. Новый курс международного права (Даневский В. П. Пособие к изучению истории и систематики международного права. Критический этюд И. Ивановского). — Спб.: Тип. М. М. Стасюлевича, 1892. — 36 с.
- Ивановский И. А. О значении в России иностранных судебных приговоров по уголовным делам// Право. — 1898. — № 1. Ст. 16—19; № 2. Ст. 9—16.
- Ивановский И. А. А. Д. Градовский как ученый // Право. — 1899. — [№ 27—52] — С. 2395—2401. (также отдельным изданием: Ивановский И. А. А. Д. Градовский, как ученый: Речь проф. И. Ивановского в заседании С.-Петерб. юрид. о-ва 4 дек. 1899. — Санкт-Петербург: тип. Спб. АО печ. дела Е. Евдокимов, 1900. — 13 с.)
- Ивановский И. А. Новая теория подданства: [Рец. на дис. В. М. Гессена «Подданство, его установление и прекращение». Т. 1. СПб., 1909.] // Вестник Европы. — СПб., 1910. — № 3.
- Ивановский И. А. Опыт новых построений в области частного международного права в книге проф. А. А. Пиленко — Очерки по систематике частного международного права. — Спб. 1911 г.: Критический этюд / И. А. Ивановского, Заслуженного профессора Императорского С.-Петербургского Университета. — СПб.: Сенатская типография, 1911. — 30 с. — (Из «Журнала Министерства Юстиции» Ноябрь 1911 г.).
- Ивановский И. А. Обзор государственной деятельности графа Дмитрия Алексеевича Милютина. — СПб.: Первая женская тип. Т-ва Печатного станка, 1912.
- Ивановский И. А. Отзыв о сочинении барона Б. Э. Нольде: «Очерки русского государственного права». С.-Пб. 1911 г., с. 554, составленный засл. проф. И. А. Ивановским. — Петроград: тип. Имп. Акад. наук, 1916. — 43 с.
- Ивановский И. А. Максим Максимович Ковалевский: Биографический очерк. — Пг., 1916[15].

Учебные заведения Санкт-Петербурга (Петрограда), в которых преподавал И. А. Ивановский (слева направо: Юридический факультет Санкт-Петербургского государственного университета, Александровская военно-юридическая академия, Санкт-Петербургский политехнический университет Петра Великого)